# United States Holocaust Memorial Museum

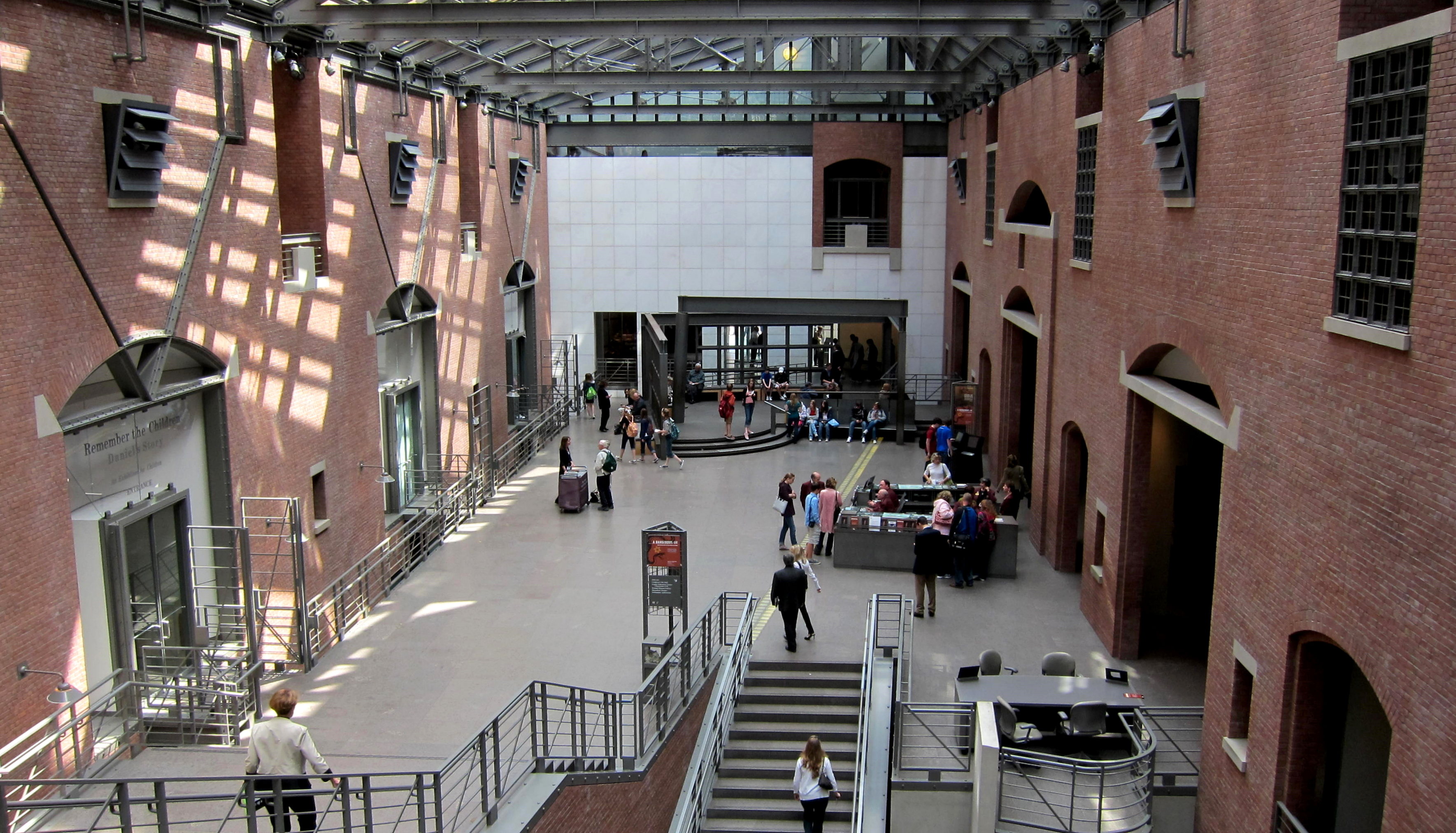
USHMM, interiör.

United States Holocaust Memorial Museum är ett museum och forskningscenter för information om och studier av Förintelsen vid Raoul Wallenberg Place i Washington DC, som 1993. Dess syfte är att motverka uppkomsten av hat, förföljelser och folkmord, samt att upplysa om vikten av demokratiska rättigheter och framhålla människans värdighet..
Museet driver, förutom permanenta och tillfälliga utställningar, pedagogisk verksamhet samt forskning. Det har en samling med över 12 000 föremål och ett arkiv med tusentals dokument, fotografier, bandade intervjuer, filmer och böcker.
Nästan 300 av United States Holocaust Memorial Museums fotografier finns tillgängliga på Wikimedia Commons.
Den 10 juni 2009 inträffade ett skottdrama på museet, varvid en säkerhetsvakt sköts ihjäl.